# 国王的游戏
《国王的游戏》是中国青年作家大头马的一部小说集，包含八篇中短篇小说。该书以游戏化的叙事模式，虚构了多个与真实世界平行的世界，探索了科技、人性与现实的联系。

## 情节
该书由八个篇章组成。《国王的游戏》围绕一场名为“巨塔”的人类迁徙计划展开故事，参与者卷入类似亚瑟王传说式的权力角逐。通过虚拟的游戏规则，人们在塔内展开生存竞赛。《幻听音乐史》写一位音乐家试图根据脑中幻觉创作音乐。随着创作进行，音乐逐渐摆脱现实逻辑成为听不见的概念旋律，挑战听众对音乐本质的认识。《全语言透镜》写科学家发明了一种装置，名为“全语言透镜”，通过分析语言结构来探索不同文化的思想规律。人们最终发现，语言与思维习惯密不可分。《明日方舟》写虚构的未来世界中，抑郁症成为全球性传染病，万众恐慌。一群科学家和患者建立了“方舟”避难所，来破解疾病背后的心理生理机制，同时反思现代人的困惑。《和平精英》中虚构了四名射击游戏中的NPC（人机）自我意识觉醒并演化出记忆的故事。他们反思自身存在，开始反抗，并尝试跳出游戏程序的疆域。《A只是一个代号》虚构了史上首个通过情感逻辑测试的AI“A”，科学家设计它来解决社会问题。后来，“A”逐渐失控，导致了更多问题。《释“赝人”》中的“赝人”是人工制造出来的类人生物。赝人们试图通过伪造历史证据，来确证自身的存在价值。《赛洛西宾25》写科学家发明了“赛洛西宾25”的神奇药丸，能让人瞬间顿悟存在的意义。药丸引发了人们的哄抢，可是服用后却陷入了更深的虚无。

## 风格
大头马将游戏机制整合到小说结构里，让读者体验沉浸式阅读。她借用桌游、电子游戏的规则，通过世界建模（如《国王的游戏》中的“巨塔”竞赛）和玩家视角（如《和平精英》中觉醒的“人机”），提升了文本的互动性。作品中放弃了传统线性逻辑，而以多线程、解谜式的情节设计（如《释“赝人”》中考古学实验的推演），使得小说具备了开放性。作品常采用“元叙事”手法，如《全语言透镜》以语言实验来探索“小说工程学”，反思文学本身。小说文本中，作者着力突破媒介限制，如《幻听音乐史》嵌入乐谱，以视觉符号表达音乐概念，《赛洛西宾25》将科幻设定与哲学思辨结合。她还提出将装置艺术的“策展”形式融合到小说中。

## 主题
《国王的游戏》中，“游戏”是人类生存本质的一种象征。作者笔下的虚拟世界全息而自洽，是现实的镜像，充满程序性的宿命感。比如，《赛洛西宾25》中的神奇药丸，暗示人类对终极解答的追求本质上不过是一种自我设定；《幻听音乐史》中“不存在”的音乐，则揭示艺术创作与接受之间的虚实界限。小说中加入的未来科技元素，探索了技术对人性的异化。比如，《明日方舟》中批判了科技社会中的精神危机，《释“赝人”》质疑了基因编辑消解“人性”定义。科技既拓宽了人类的认知边界，又常常是权力规训的工具。

## 获奖
在2024年宝珀理想国文学奖的评选中，该书与顾湘《老实好人》、童末《大地中心的人》、郑小驴《南方巴赫》同获“青年挚友”奖。双雪涛认为该书“跳出意义的监牢，有独特美学，是珍贵的尝试”。小说集中的《赛洛西宾25》一篇曾获2019年“《钟山》之星文学奖”年度青年佳作奖，评委们肯定了作者对时尚和亚文化元素的运用。另外，该书还被选入了2023年刀锋图书奖年度好书。